# Santiago Oxthoc
Santiago Oxthoc är en ort i Mexiko, tillhörande kommunen Jilotepec i den västra delen av delstaten Mexiko. Orten hade 1 124 invånare vid folkräkningen 2010.